# Метелик (фільм, 2017)
«Метелик» (англ. Papillon) — кримінальна драма 2017 року знята за автобіографічними творами «Метелик» і «Ва-банк» колишнього в'язня Анрі Шарр'єра. Світова прем'єра стрічки відбулась 7 вересня 2017 року на Міжнародному кінофестивалі у Торонто. В Україні фільм вперше продемонстрували 27 вересня 2018 року.

## Сюжет
Зломника сейфів Анрі Шарр'єра на прізвисько Метелик звинувачують у вбивстві. Хоча він мав алібі, його все одно відправляють у в'язницю Французької Гвіани.
На шляху на Острів Диявола Метелик об'єднується з Джуло та пропонує співпрацю Луї Дега, у якого були гроші. Спочатку Дега відмовляється, але вбивство одного в'язня на його очах підштовхує погодитись на пропозицію Шарр'єра. На острові Джуло ранить себе, щоб потрапити в шпиталь, а Анрі з Луї забезпечують собі постійне перебування поряд один з одним. Через невдалу спробу втекти Джуло отримує смертну кару. Тіло доручають нести Метелику та Дега. Захищаючи від нападок охоронця на Луї, Анрі вдаряє наглядача та тікає. Невдовзі втікача схоплюють. Він потрапляє в одиночну камеру на два роки. За цей термін Дега став допомагати начальнику в'язниці з паперовою роботою, але він не забув про напарника та відправляв йому півкокоса щодня.
Невдовзі після виходу з одиночної камери четверо в'язнів на чолі з Метеликом втікають на човні. На воді виявилось, що човен не розрахований на таку вагу, з нього необхідно було весь час вибирати воду. Солієр пропонує викинути Дега, бо в нього зламана нога, але у боротьбі сам потрапляє за борт. Шторм прибиває човен до колумбійського берега. Місцева поліція смертельно ранить одного втікача, а Метелика з Дега повертають у колонію. Після п'яти років проведених в одиночній камері Шарр'єра відправляють на Острів Диявола, де він зустрічає Луї. Метелик продумує план втечі, але Дега відмовляється іти з ним. Анрі Шарр'єр успішно втілює задумане.
У 1969 році Анрі Шарр'єр відвідує Францію, щоб опублікувати книгу, написану за його спогадами.

## У ролях
| Актор                | Роль         |
| -------------------- | ------------ |
| Чарлі Ганнем         | Анрі Шарр'єр |
| Рамі Малек           | Луї Дега     |
| Йорик ван Вагенінген | Ворден Барро |
| Роланд Мюллер        | Селлія       |
| Томмі Фленаган       | Бретон       |
| Ів Г'юсон            | Нінетт       |
| Майкл Сока           | Джуло        |
| Ієн Бітті            | Туссен       |

## Створення фільму

### Виробництво
Зйомки фільму проходили спочатку в Белграді, а також в Чорногорії.

### Знімальна група
- Кінорежисер — Міхаель Ноер
- Сценарист — Аарон Гузіковський
- Кінопродюсери — Рем Бергман, Роджер Корбі, Девід Коплан, Джої Мак-Фарленд
- Композитор — Девід Баклі
- Кінооператор — Хаген Богданський
- Кіномонтаж — Джон Аксельрад, Лі Хоген
- Художник-постановник — Том Меєр
- Артдиректор — Наташа Герасимова
- Художник-декоратор — Дженніфер М. Джентайл
- Художник-костюмер — Божана Нікітович
- Підбір акторів — Кейт Рінгселл, Марісоль Ронкалі, Мері Верньє[6]

## Сприйняття
Фільм отримав змішані відгуки. На сайті Rotten Tomatoes оцінка стрічки становить 52 % на основі 88 відгуків від критиків (середня оцінка 6,0/10) і 67 % від глядачів із середньою оцінкою 3,7/5 (895 голосів). Фільму зарахований «гнилий помідор» від кінокритиків та «попкорн» від глядачів, Internet Movie Database — 7,1/10 (14 918 голосів), Metacritic — 52/100 (29 відгуків критиків) і 6,5/10 (24 відгуки від глядачів).